# Obłok Molekularny w Orionie

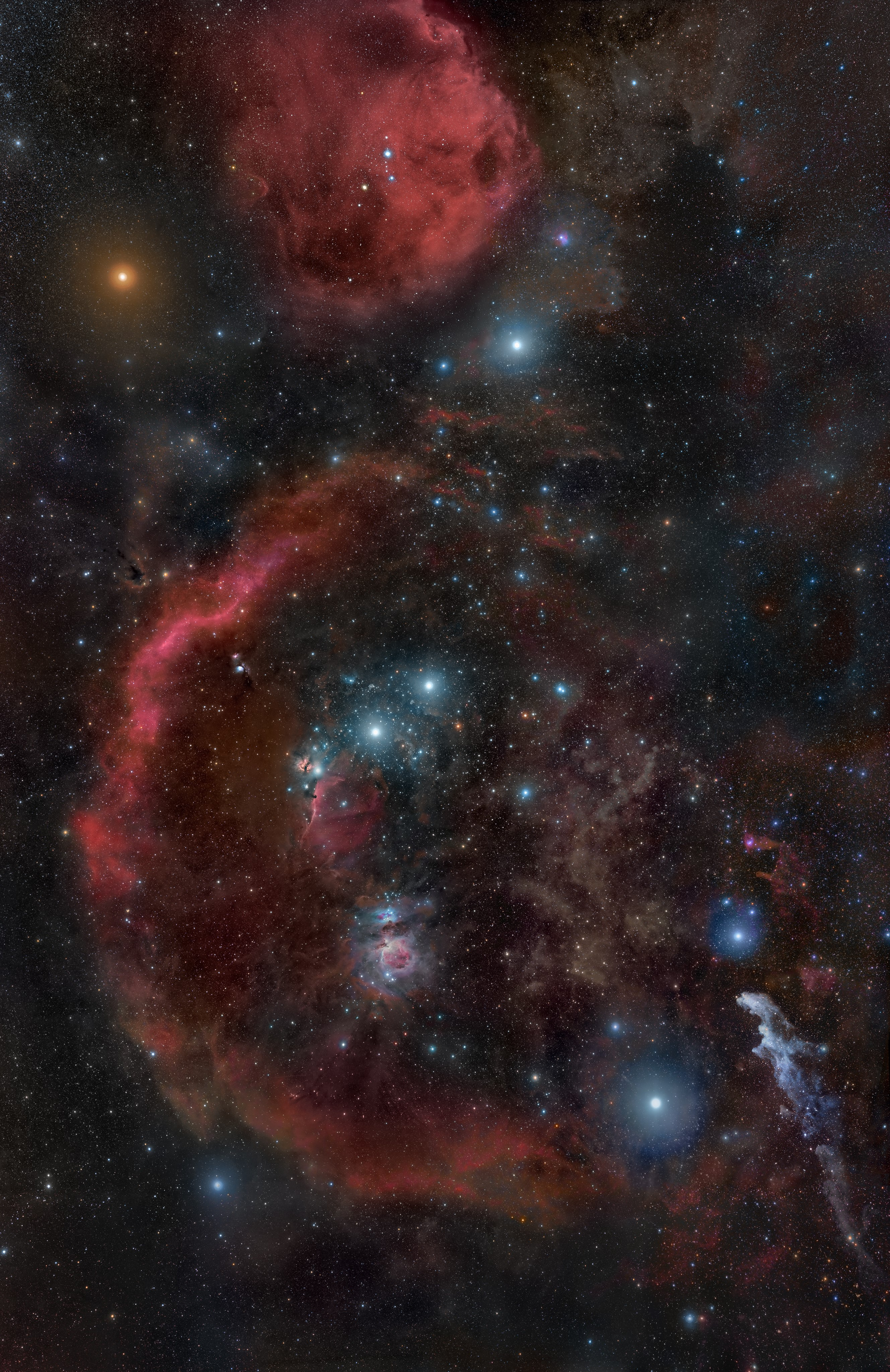
Kompleks Oriona widoczny w całości, wraz z gwiazdami tego gwiazdozbioru

Obłok Molekularny w Orionie (znany również jako Kompleks Oriona) – grupa dużych mgławic znajdujących się w konstelacji Oriona. Chmura ta znajduje się pomiędzy 1500 a 1600 lat świetlnych od Ziemi i ciągnie się przez setki lat świetlnych. Kilka części Kompleksu można zaobserwować za pomocą lornetki lub przez niewielkie teleskopy, niektóre (jak np. Wielka Mgławica w Orionie) są widoczne gołym okiem.
Mgławica jest ważnym obiektem już ze względu na samą wielkość. Rozprzestrzenia się kilka stopni od Pasa Oriona po jego miecz. Jest również jednym z najbardziej aktywnych regionów formowania gwiazd widocznych na nocnym niebie oraz jest miejscem powstawania dysków protoplanetarnych i bardzo młodych gwiazd. Mgławica jest również bardzo jasna w podczerwieni ze względu na ciepło intensywnie wydzielane w procesie formowania gwiazd, chociaż zawiera kompleks zawierający ciemne mgławice, mgławicę emisyjną, mgławicę refleksyjną oraz obszary H II.

## Skład kompleksu
Mgławice należące do kompleksu:
- Wielka Mgławica w Orionie (M42)
- Mgławica de Mairana (M43 – część Wielkiej Mgławicy w Orionie)
- Mgławica Koński Łeb (IC 434)
- Pętla Barnarda
- M78 – mgławica refleksyjna
- Obłok Molekularny w Orionie 1 (OMC-1)
- Obłok Molekularny w Orionie 2 (OMC-2)
- Mgławica Płomień (NGC 2024) i NGC 2023
- NGC 1973, NGC 1975 oraz NGC 1977 – grupa mgławic refleksyjnych

Mgławica Oriona w świetle widzialnym
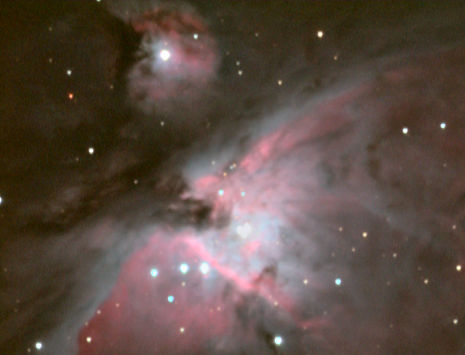
obszar H II mgławica de Mairana
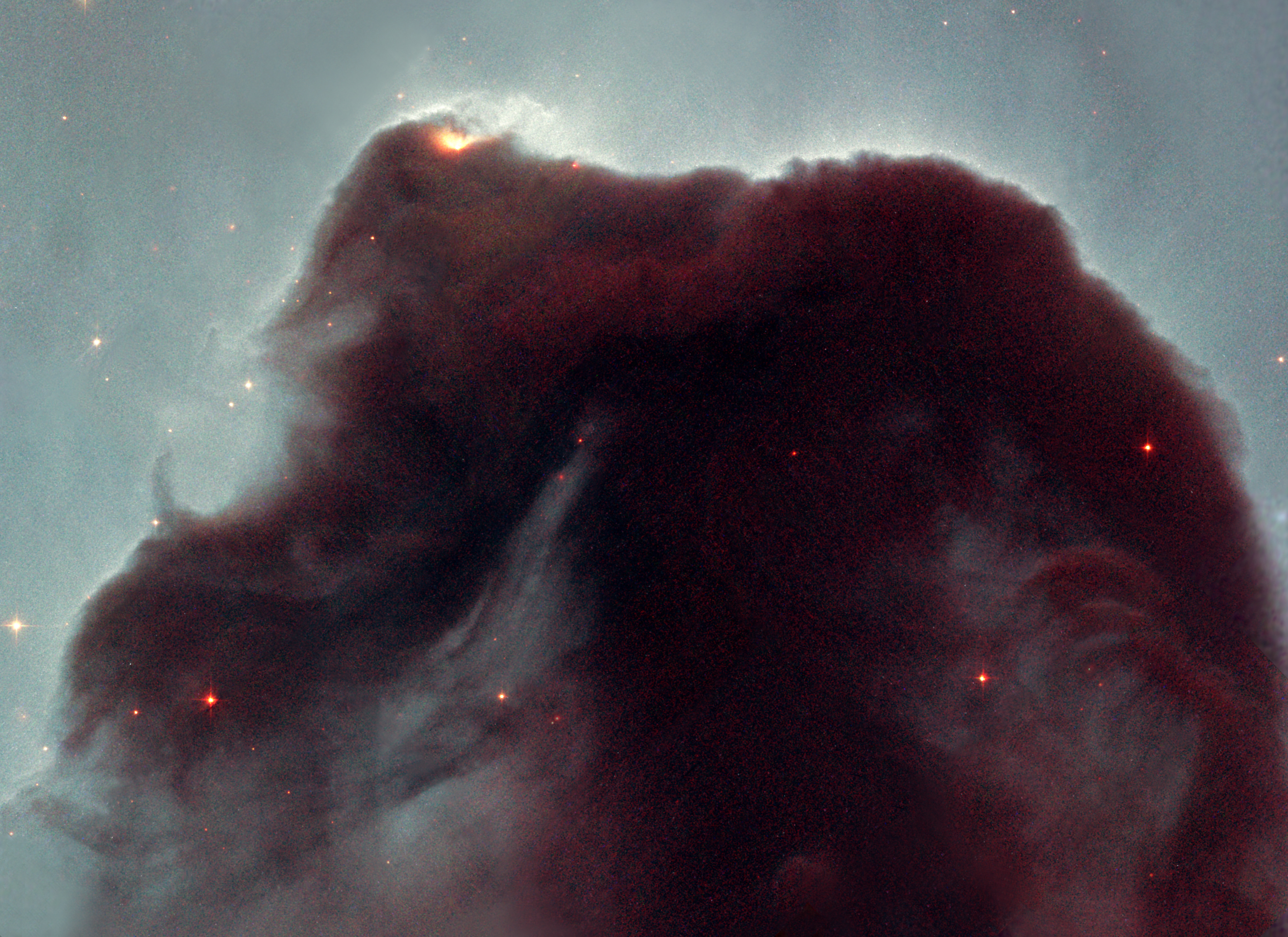
ciemna mgławica Koński Łeb
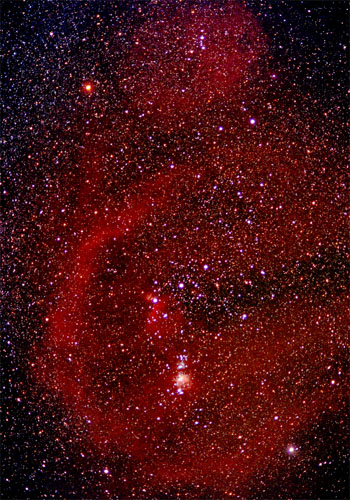
mgławica emisyjna Pętla Barnarda
mgławica emisyjna Płomień i NGC 2023